# Modorrock
Modorrock es un Festival solidario de música organizado por la Asociación Colmenar Música Joven con el patrocinio del Ayuntamiento de Colmenar Viejo cuya recaudación va destinada a diferentes ONG. El festival tiene lugar desde el 2006 en la plaza de toros de Colmenar Viejo habiéndose celebrado ya su tercera edición en el año 2008.

## Ediciones

### Modorrock '06
La primera edición del festival tuvo lugar el 6 de mayo del 2006 llegando a congregar casi 2000 personas. La recaudación del festival fue destinada a la Fundación Gomaespuma a su proyecto Managua.

#### Lista de Actuaciones
- Perros DC, Error del Sistema, Urban Cookies, Sr.Morfus, El Bicho, Mamá Ladilla, Los Petersellers.

### Modorrock '07
La fecha elegida para esta nueva edición fue el 12 de mayo destinando los beneficios para la creación de un centro de apoyo infantil en Managua.

#### Lista de Actuaciones
Zum Zueh, Burn Elephant, Plane, Proyecto 2 16, Digma, Bodega Bodega, Le Punk, Ojos de Brujo.

### Modorrock '08
Tuvo lugar el día 17 de mayo. En esta edición la recaudación íntegra de la taquilla fue destinada a las ONG SODEPAZ, Amigos del pueblo saharaui, Cruz Roja Juventud y Mukti.

#### Lista de Actuaciones
Nazan Grein, Evildead, Satan Claus, Urban Cookies, 6eiSKAfés, El Hombre Linterna, Skizoo, Tenpel.

### Enlaces de las ONG
- Fundación Gomaespuma
- SODEPAZ
- Cruz Roja Juventud
- Mukti

- Datos: Q6020384